# Hotel Internacional

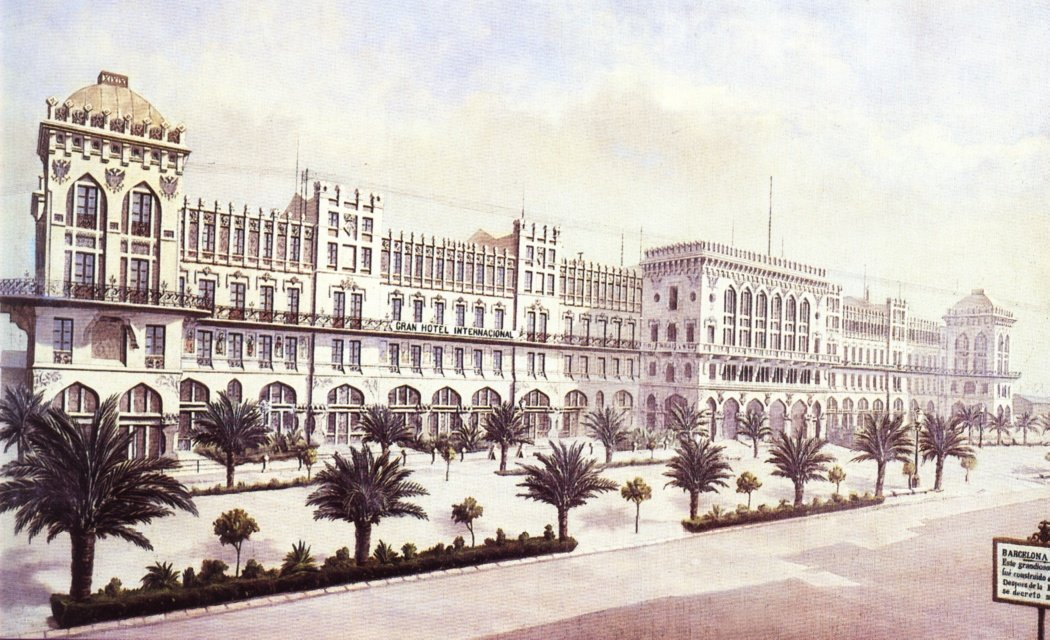
Gran Hotel Internacional como aparecía en la prensa de 1888

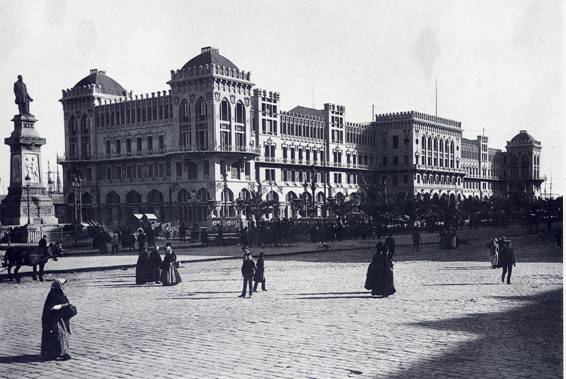
Hotel Internacional

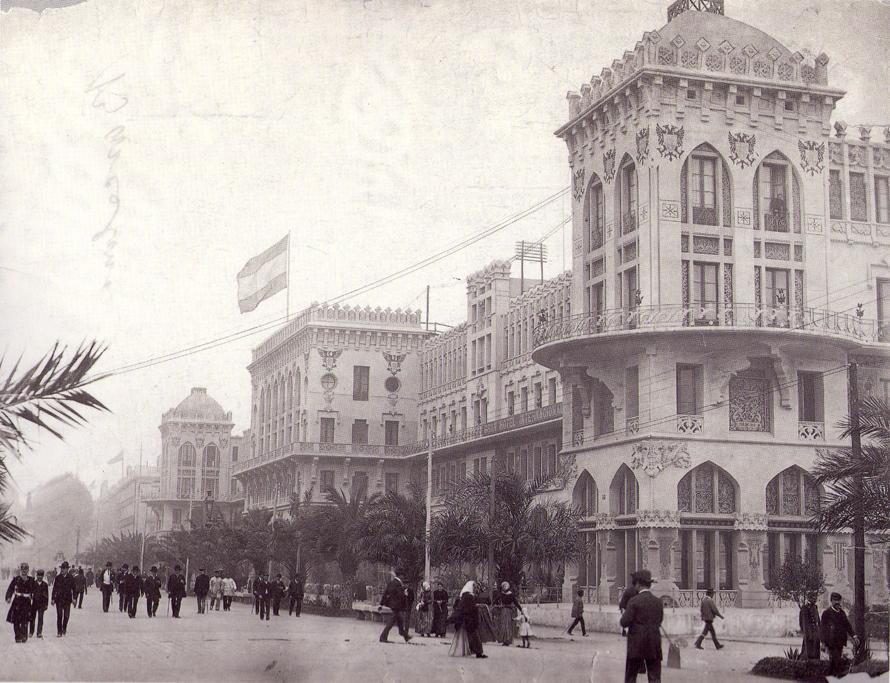
Hotel Internacional

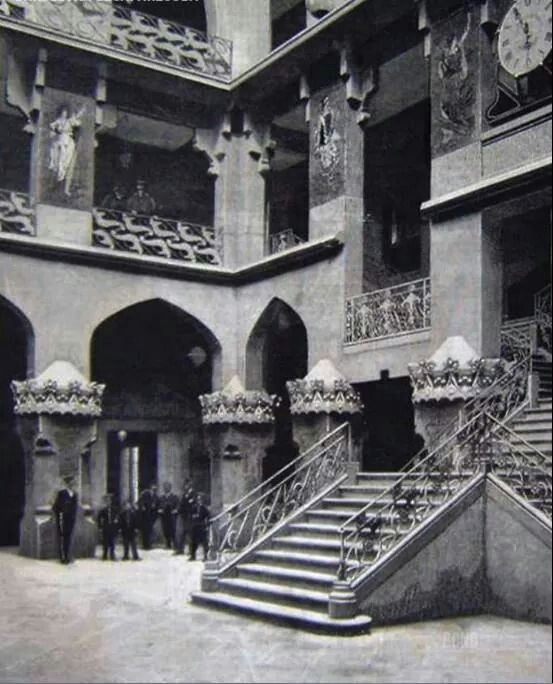
Patio y esclaera principal. 1888

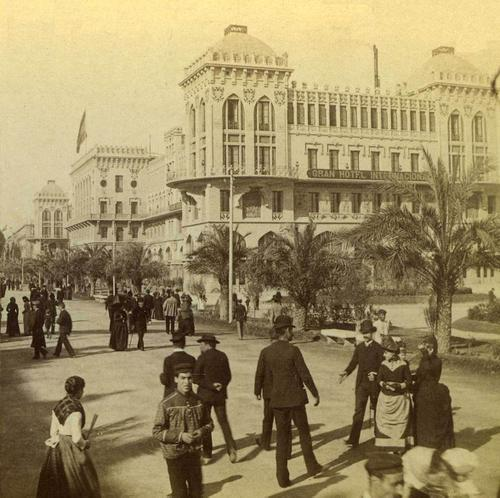
Vista del Hotel Internacional desde el lado sur

El Hotel Internacional fue uno de los edificios que el arquitecto (supuestamente ) Luis Domenech Montaner construyó para la Exposición Universal de 1888 de Barcelona (España).
El hotel era un edificio de 5.000 metros cuadrados que se construyó en el tiempo récord de 53 días. Se concibió como una instalación temporal para acoger a los visitantes de la exposición y se derribó una vez terminado el certamen.

## El hotel de la Exposición
La Exposición Universal de 1888 se celebró en la ciudad de Barcelona entre el 8 de abril y el 9 de diciembre del año 1888, recibiendo un total de 400.000 visitantes procedentes de todo el mundo.
La previsión de visitantes de fuera de Barcelona y la falta de alojamiento de categoría en la ciudad, representaba un inconveniente para la trascendencia del acontecimiento, el primero de este nivel que se celebraba en España. Por esta razón se decidió la construcción de un hotel basado en los principios del hostelero suizo César Ritz, que concebía un tipo de alojamiento diferente a la posada, fonda u hospedería. Un lugar acogedor y con las comodidades suficientes para que el cliente se encontrase como en su casa.
El hotel se construyó en un terreno ganado al mar en el nuevo Paseo de Colón, delante del edificio de la Capitanía General.
Tenía planta y cuatro pisos de altura de 150 m por 35 m, ocupando un solar de 5.000 m². Su capacidad era para 2.000 huéspedes en 600 habitaciones y 30 apartamentos para familias numerosas.
El promotor de la obra ganadora del concurso, fue Ricardo Valentí, pero la promoción se trasladó a Francesc Manuel Pau y se financió por la entidad El Crédito Español.
La construcción comenzó a mitad del mes de diciembre de 1887 y el 14 de febrero de 1888 se acabaron las obras de la edificación, aunque los acabados interiores y la decoración se prolongó hasta finales de marzo de 1888.
A mediados de enero, se decidió trabajar de noche, sirviéndose de dieciocho grandes focos eléctricos, estructurándose las brigadas de personal que en total estaban formadas por 650 albañiles y peones, 100 carpinteros y 40 yeseros.
La inauguración oficial se produjo el 5 de abril de 1888 y se abrió al público el 12 de abril.

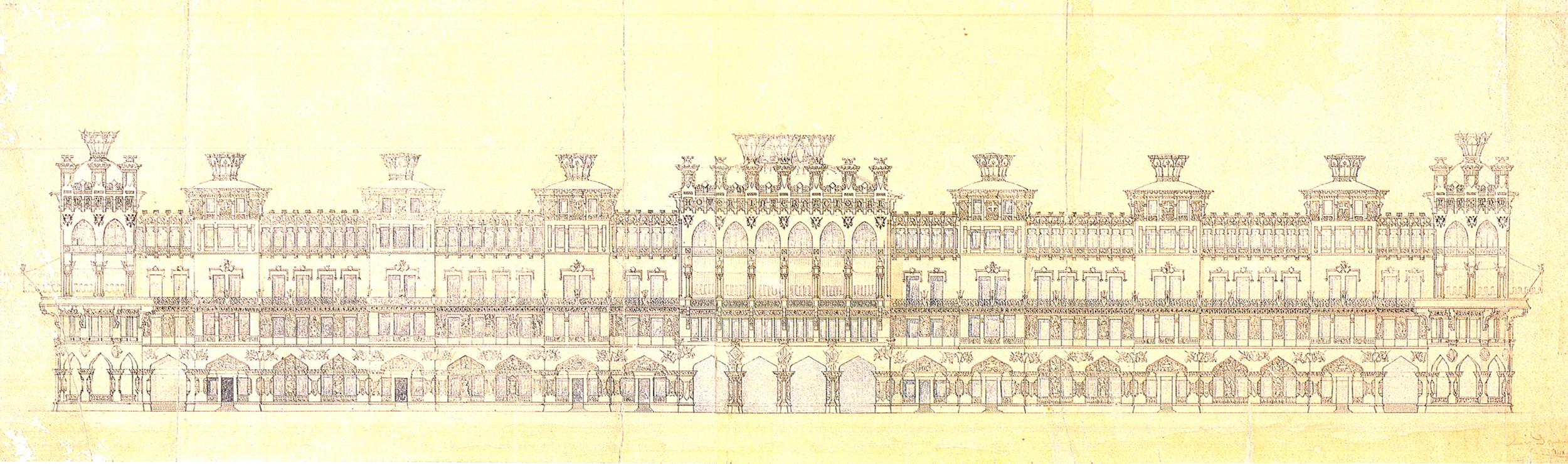
Fachada del Hotel Internacional

## El derribo
El edificio tuvo una gran acogida entre los ciudadanos de Barcelona y una buena parte del sector intelectual, que lo consideraban una obra de arte representativa de la nueva arquitectura.
Pero su carácter efímero había comportado determinadas actuaciones de difícil marcha atrás. La ubicación se había realizado en unos terrenos cedidos de forma temporal por el Puerto de Barcelona, que hacían que no fuese viable una estancia permanente. Además, el edificio no contaba con cimientos, ya que estaba asentado sobre una estructura metálica realizada expresamente para aportar estabilidad, y finalmente, los materiales utilizados en la construcción se habían pensado para una duración limitada. A pesar de que la duración de la construcción estaba predeterminada, se organizó un movimiento de defensa del edificio, que ya comenzó su defensa antes de estar terminada la construcción.
Una vez finalizada la Exposición, se produjeron diversas tensiones para cambiar la situación del derribo, involucrando al ministro con una oferta de venta del edificio, llegando la discusión a las Cortes Españolas en una sesión muy tensa en la que se confirmó la orden de derribo.
La demolición comenzó el 1 de abril de 1889, poco más de un año después de su inauguración.